# Hrvatski radio Bobovac
Hrvatski radio Bobovac je bosanskohercegovačka lokalna radiostanica na hrvatskom jeziku. Jedini je medij u Varešu. Neprekidno radi od 6. lipnja 1995. godine. Novinari su Danijela Pavlić i Ivan Lovrić.
Program emitira od 1993. godine. Danas ima cjelodnevni vlastiti program. Emitira na frekvencijama 95,3 MHz i 101,1 MHz i putem interneta.
Program se sastoji od aktualnih informacija, emisija zabavnog i glazbenog karaktera, vjerskog sadržaja, programa za mladež. Uredništvo se nalazi u Stojkovićima, Vareš. Radio Bobovac ima internetski portal s aktualnim, športskim i vijestima iz politike. Postaja prenosi i velike događaje poput misnog slavlja Molitvenog dana za Domovinu i Hodočašće Oružanih i redarstvenih snaga BiH.
Ravnatelj Hrvatskog radija Bobovac je Ivan Lovrić.
Hrvatski radio Bobovac djeluje u sklopu HKD Napredak, koji je njegov osnivač. Regulacijska komisija za komunikacije BiH ovom je radiju izdala dugoročnu dozvolu za emitiranje. Vlada Zeničko-dobojske županije potpisala ugovor o suradnji s Hrvatskim radijom Bobovac, a po zakonu o lokalnoj samoupravi iz 1998. godine koji je donijela Vlada Zeničko-dobojske županije, općina je dužna osigurati uvjete i sredstva za rad lokalnih RTV postaja. Osnivač HKD Napredak je odabrao ime postaji, a koje je odobrila Regulacijska komisija za komunikacije BiH.

## Vanjske poveznice
- Hrvatski Radio Bobovac
- Facebook - Hrvatski radio Bobovac
- Večernji list  Arhivirana inačica izvorne stranice od 27. veljače 2017. (Wayback Machine) Autor: Radio Bobovac
- MSP - Hrvatski radio Bobovac doo Vareš
- Youtube - Radio Bobovac